# Wang Zhi
Wang Zhi, född 173 f.Kr, död 126 f.Kr., var en kinesisk kejsarinna, gift med kejsar Han Jingdi. Hon kom att utöva inflytande över regeringsarbetet under sin sons regeringstid.
Hon var dotterdotter till krigsherren Zang Tu, och var först gift med en lokal man och hade barn med honom, vilket gjorde henne till ovanlig för kejsarens harem. Hennes mor hade dock en gång förutspåtts att hennes döttrar skulle bli högt ärade, och tvingade dem därför att skilja sig från sina män och sände dem till kejsaren harem. 
Wang Zhi födde en son samma år som kejsaren besteg tronen år 156, och fick då titeln gemål. Hon deltog i en intrig som framgångsrikt ledde till att hennes rival Li diskvalificerades och förvisades, och att hon själv utsågs till kejsarinna och hennes son blev kronprins. Hon spelade inte så stor roll som kejsarinna, men medverkade till att mildra kejsarens åtgärder mot sin brors intriger. 
Efter sin svärmor storänkekejsarinnans död 135 f.Kr. blev hon hovets centralgestalt. Hon förmådde sin son att utnämna hennes halvbror Tian Fen till överbefälhavare och 135 till premiärminister. 132 övertalade hon sin son att låta avrätta sin farbror Dou Ying för att ha förolämpat Tian Fen.